# Somogyhatvan
Somogyhatvan là một thị trấn thuộc hạt Baranya, Hungary. Thị trấn này có diện tích 13,52 km², dân số năm 2010 là 378 người, mật độ 28 người/km².